# Castelo de Tortosa
O Castelo de Tortosa localiza-se na margem oriental do mar Mediterrâneo, em Tartus, na atual Síria. À época das Cruzadas inscrevia-se no território do condado de Trípoli.

## História
Durante a Primeira Cruzada, os cruzados impuseram cerco a Tortosa (1099) que caiu em pouco tempo. Entretanto, tendo continuado a sua marcha sobre Jerusalém, e deixando apenas uma pequena guarnição, o castelo foi retomado por forças muçulmanas.
Foi Raimundo IV de Toulouse, conde de Trípoli, que reconquistou a povoação e o castelo em fevereiro de 1102 após duas semanas de assédio.
Foram entregues à guarda dos cavaleiros da Ordem dos Templários em 1165.
Foi atacado em diversas ocasiões, inclusive uma por mar, em junho de 1180, à qual resistiu com sucesso. Destacou-se, de 3 de julho a 11 de julho de 1188, o assédio imposto por Saladino, que devastou a cidade baixa (previamente esvaziada de todos os seus habitantes), mas não conseguiu conquistar o castelo, defendido por vários irmãos-cavaleiros, na ocasião, sob o comando do próprio Mestre da Ordem.
A 17 de junho de 1242, Roncelino de Fos torna-se o mestre dos Cavaleiros Templários da Casa de Tortosa.
O castelo foi abandonado a 3 de agosto de 1291 pelos Templários, na sequência da queda de São João D'Acre, a 28 de maio do mesmo ano.
Em nossos dias encontra-se em completa ruína: os fossos encontram-se aterrados e não restam mais do que vestígios dos seus alicerces.

## Características
O castelo, erguido junto ao mar, tinha a função de defesa do porto marítimo e da povoação, com valor económico e estratégico para os Francos.
Era constituído por duas espessas muralhas semicirculares separadas por um fosso. A muralha externa estava ela própria separada do mar por outro fosso. O acesso era feito por uma única porta, servida por um caminho exposto aos golpes dos defensores.
O seu núcleo tinha uma forma alongada e media cerca de trinta e cinco metros pelo seu lado mais longo, amparado por duas torres de planta quadrada no seu lado oeste.
A peculiaridade deste núcleo é que era separado do resto do castelo por um largo fosso, e também por possuir uma poterna que comunicava diretamente com o mar, o que assegurava os suprimentos via marítima durante um cerco.
A praça de armas do castelo era cercada por uma galeria com colunas, onde se abriam seis grandes janelas.
A capela dos Templários não é de planta circular, como em diversos outros monumentos templários ocidentais, mas quadrada e sem ábside. Era iluminada naturalmente através de janelas lanceoladas.